# 18. korpus (Avstro-Ogrska)
18. korpus (izvirno nemško 18. Korps) je bil korpus avstro-ogrske kopenske vojske, ki je bil aktiven med prvo svetovno vojno.

## Poveljstvo
Poveljniki (Kommandanten)
- Heinrich Tschurtschenthaler von Helmheim: december 1914 - marec 1915
- Emil von Ziegler: marec - avgust 1915
- Rudolf von Willerding (v.d.): avgust 1915
- Klaudius Czibulka: avgust 1915 - marec 1918
- Ferdinand Kosak: marec - maj 1918
- Viktor Weber von Webenau: maj - julij 1918
- Ludwig Goiginger: julij - november 1918

Načelniki štaba (Stabchefs)
- Ludwig Ehrlich von Treuenstätt: december 1914 - marec 1915
- Rudolf Lunzer von Lindhausen: marec - september 1915
- Julius Larisch: september 1915 - junij 1916
- Viktor Benes von Czerchow: junij 1916 - februar 1917
- Ernst Hittl: februar - april 1917
- Alexander Matsvánszky: april 1917 - november 1918